# Independent Presbyterian Church
L'Independent Presbyterian Church est une église presbytérienne à Savannah, en Géorgie, dans le sud-est des États-Unis.